# Donoughmore
Donoughmore is een plaats in het Ierse graafschap Cork.